# Couvent des Minimes de Blaye
Pour les articles homonymes, voir Couvent des Minimes.
Le couvent des Minimes est un ensemble monastique établi dans le périmètre de la citadelle de Blaye, dans le département de la Gironde, en France.

## Présentation
Le couvent des Minimes doit son existence à une décision du gouverneur Jean-Paul d'Esparbès de Lussan, lequel ordonne l'implantation de cet ordre religieux afin de garantir un soutien moral aux soldats cantonnés dans la ville-forte. La première pierre du monastère est posée en 1607, et les travaux achevés en l'espace de quatre ans. En 1611, il est officiellement consacré par le cardinal François de Sourdis, archevêque de Bordeaux. Lors de l'édification de la citadelle en 1685, le couvent est incorporé à la forteresse afin de garantir une présence religieuse à la garnison. Sous la terreur, le couvent est transformé en prison, tandis que la chapelle devient un magasin de fourrage.
De nos jours, le monastère est formé d'une église et de plusieurs bâtiments conventuels. L'église se compose d'un narthex, d'une nef et d'un chœur polygonal, l'ensemble étant recouvert d'une voûte en bois. Restaurée en 1988, puis de nouveau en 1999, elle sert de cadre à des expositions temporaires. Sous le dallage de la nef se trouvent près de 80 sépultures d'ecclésiastiques et de militaires.
La partie nord de l'église est flanquée d'un clocher trapu couvert d'un dôme. Le cloitre attenant laisse apparaître sous ses arcades une charpente conservant des traces de polychromie.
Partie intégrante de la citadelle, le couvent fait partie du périmètre classé monument historique le 11 mai 2009, et inscrit en juillet 2008 sur la liste du patrimoine mondial de l'Unesco au titre du Réseau des sites majeurs de Vauban,.

## Galerie

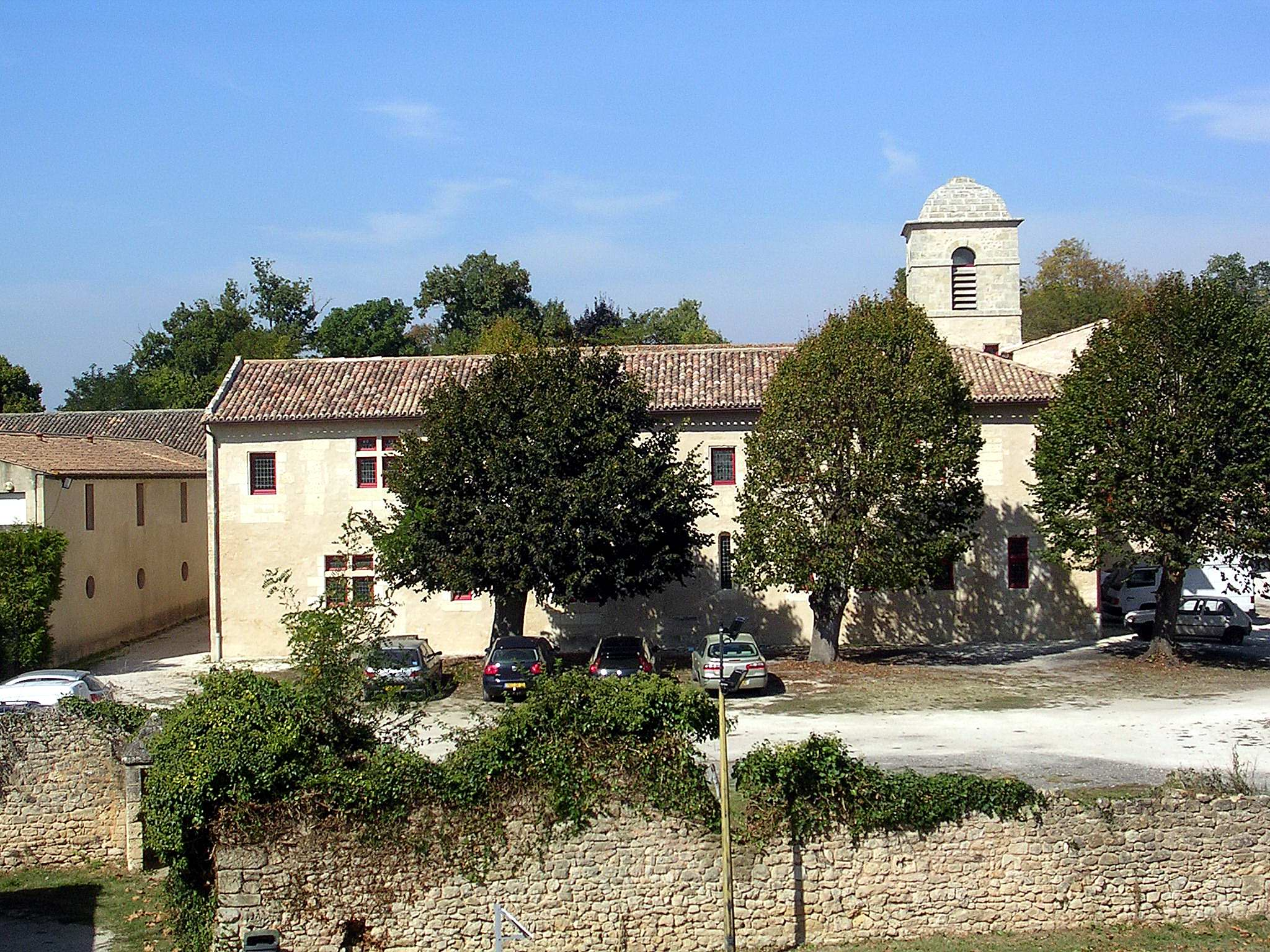
Vue générale
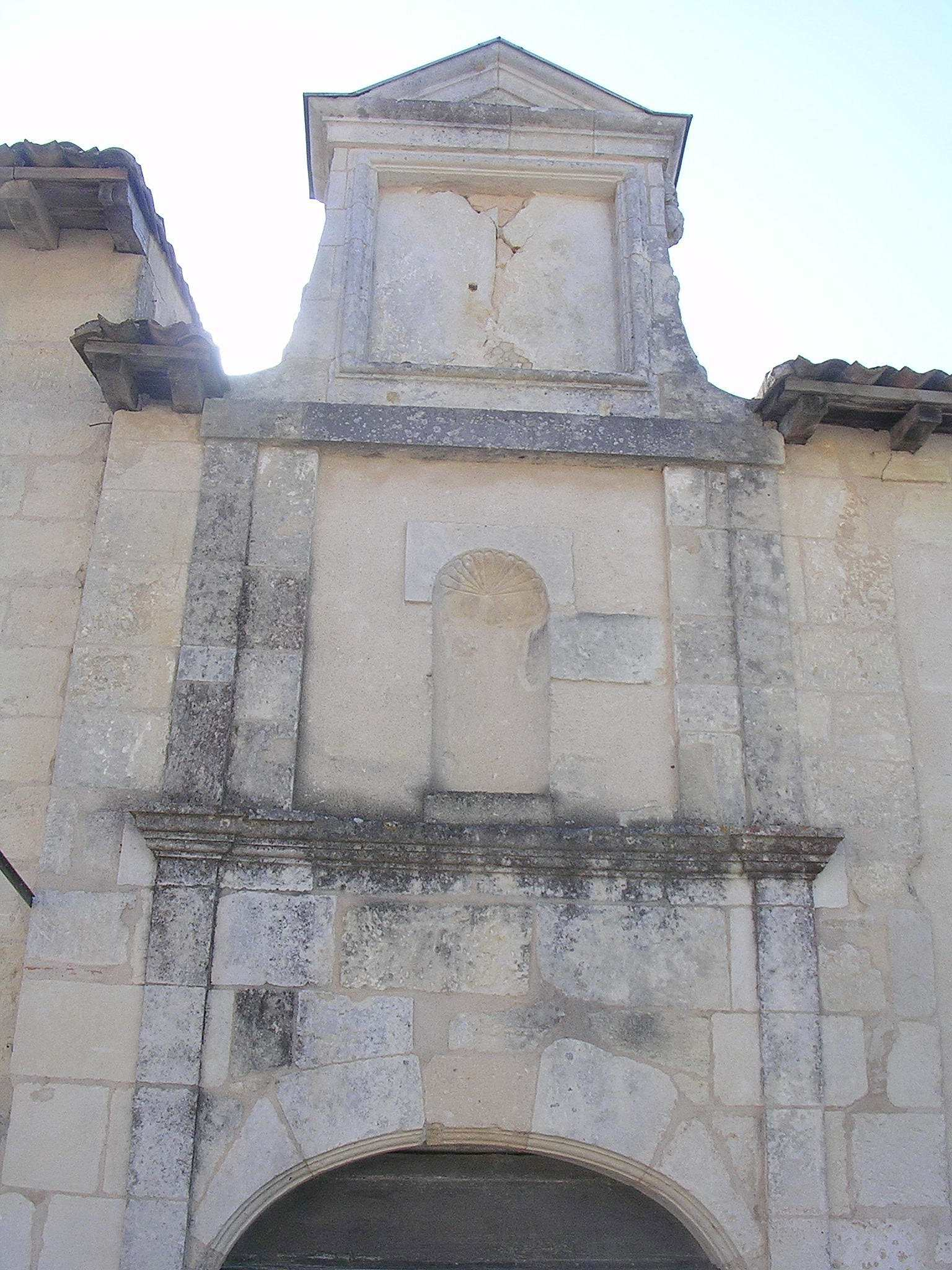
Façade
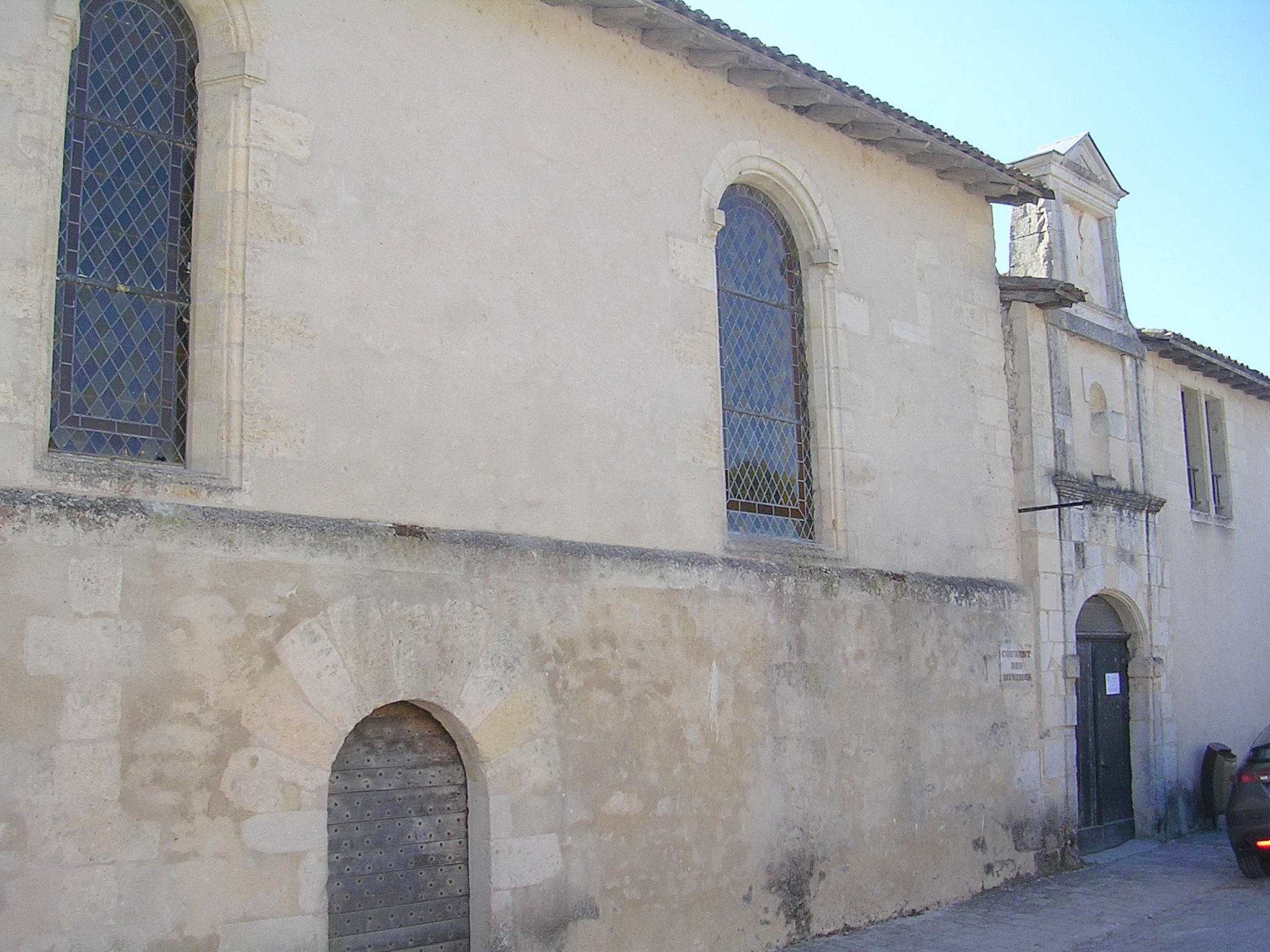
Facade